# 白岳KAORU研究所
『白岳KAORU研究所』（はくたけかおるけんきゅうじょ）は2018年11月からRKB毎日放送（RKBラジオ）で放送されている情報番組である。
放送開始当初は「キンハイギンハイ研究所」というタイトルだったが、2021年4月5日分より改題された

## 番組概要
高橋酒造の米焼酎「金しろ」「銀しろ」を用いたハイボール「キンハイ」「ギンハイ」の魅力を引き立てる飲食店や料理などを「研究報告」として紹介する番組。
2019年4月2日より二丁目お茶の間劇場のフロート番組となる。

## 放送時間
- 月曜日 20:00 - 20:15（JST。2018年11月〜）

## パーソナリティ
- 所長:川上政行
- 研究員:加藤淳也

## スポンサー
- 高橋酒造